# Comps-la-Grand-Ville
Comps-la-Grand-Ville è un comune francese di 533 abitanti situato nel dipartimento dell'Aveyron nella regione dell'Occitania.

## Società

### Evoluzione demografica
Abitanti censiti